# 景舍
景舍（？—？），芈姓，景氏，名舍，中国战国时期楚国的大臣。
前354年，魏国庞涓率军攻围赵国国都邯郸，昭奚恤建议不去救援，让赵魏两败俱伤。景舍不同意，说这样会使魏国毫无顾忌，赵国怨恨楚国。不如少派兵攻略魏国。楚宣王赞同景舍，命景舍统率楚军援赵，夺得睢水、濊水的土地。。